# Santiago del Hermo
Santiago del Hermo (Santiagu l'Hermu en asturiano y oficialmente) es un pueblo de la comunidad autónoma de Asturias (España). Se localiza en la parroquia de Clavillas, en el concejo de Somiedo.

## Fiestas

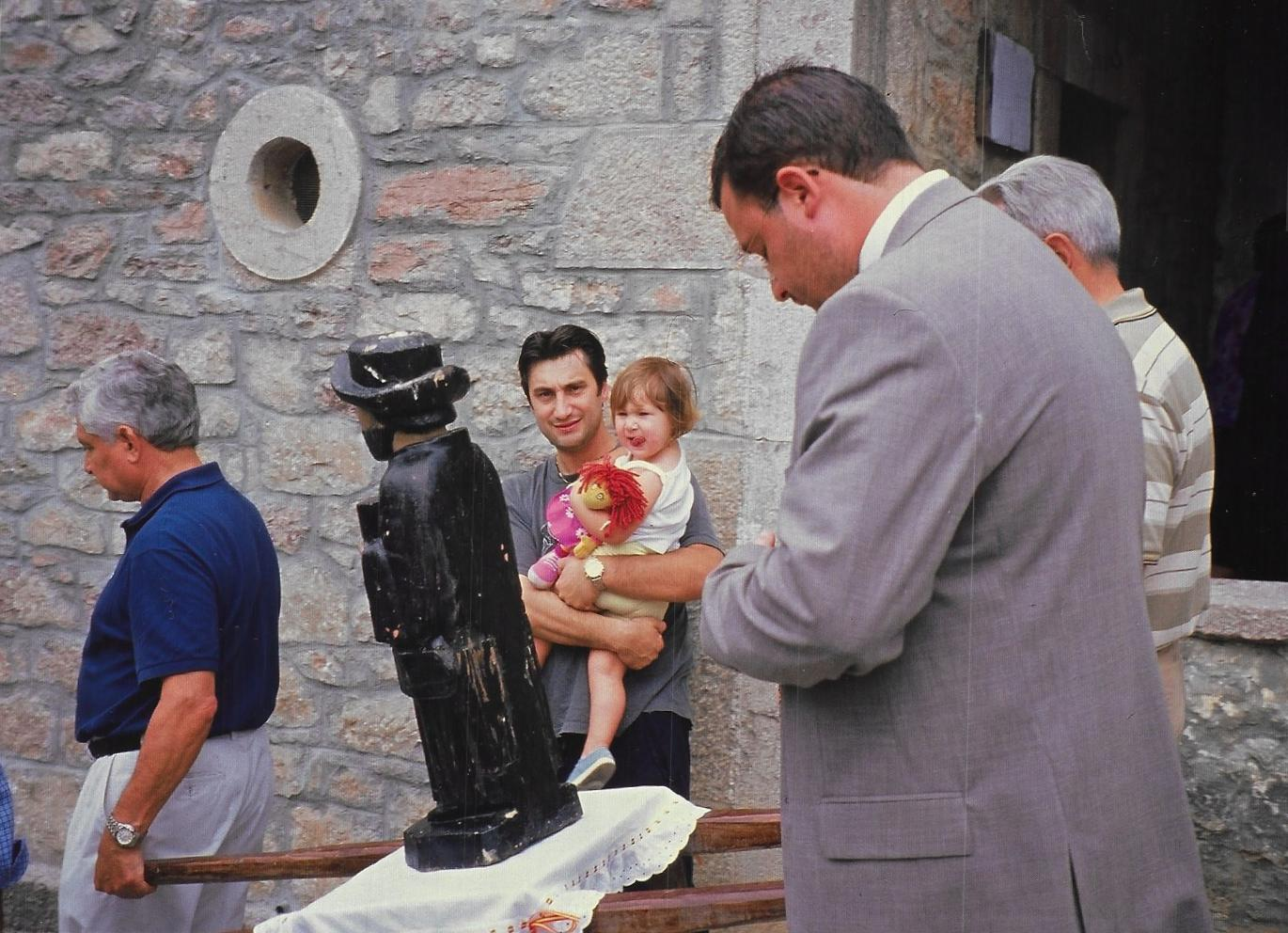
Comienzo de la procesión del Santo Santiago

El día 25 de julio se celebra el patrón de España Apóstol Santiago. El sábado siguiente se celebra en Santiago del Hermo su fiesta anual con la procesión de la imagen y posterior subastado del pan del Ramu (Puya’l ramu en asturiano) tras oír la Santa Misa. Los vecinos participan cocinando platos típicos como el cabritu y el cordero, acompañado de sidra casera.